# Pension Clausewitz
Pension Clausewitz was een luxe bordeel dat sinds 1947 gevestigd was aan de Clausewitzstraße 4, 
een zijstraat van de Kurfürstendamm, in West-Berlijn.
Na twee strafrechtelijke veroordelingen wegens koppelarij moest de oprichter het bordeel begin zestiger jaren van de hand doen. Het duurste bordeel van Berlijn werd overgenomen door Hans Helmcke. Deze kreeg eveneens een strafrechtelijke veroordeling wegens koppelarij. Justitie hield het bordeel daarom in de gaten.
Het bordeel speelt vervolgens een hoofdrol in een spionage-affaire: na een huiszoeking in december 1964, 
werden in een notitieboek van de eigenaar drie telefoonnummers in Oost-Berlijn gevonden, 
die bleken toe te behoren aan de Stasi, de Oost-Duitse geheime dienst.
Helmcke kon de aanwezigheid van deze telefoonnummers niet verklaren en werd veroordeeld wegens landverraad.
In Duitse media was dit feitencomplex intussen opgeblazen tot een gigantische spionage-affaire 
waarin Pension Clausewitz de spil zou vormen; hiervoor is echter nooit enig feitelijk bewijs gevonden.